# Fors kalkkopje
Het fors kalkkopje (Physarum robustum) is een slijmzwam behorend tot de familie Physaraceae. Het leeft in naaldbos en gemengd bos saprotroof op hout.

## Kenmerken
Sporen donker roodbruin in bulk, lila in doorvallend licht. De vorm is bolvormig tot soms licht onregelmatig. De buitenkant is gelijkmatig bedekt met fijne wratten. De sporenmaat is 10 tot 12 µm in diameter.
Het plasmodium heeft de kleur van ivoor, 

## Verspreiding
In Nederland komt het zeer zeldzaam voor. 